# 延长西路

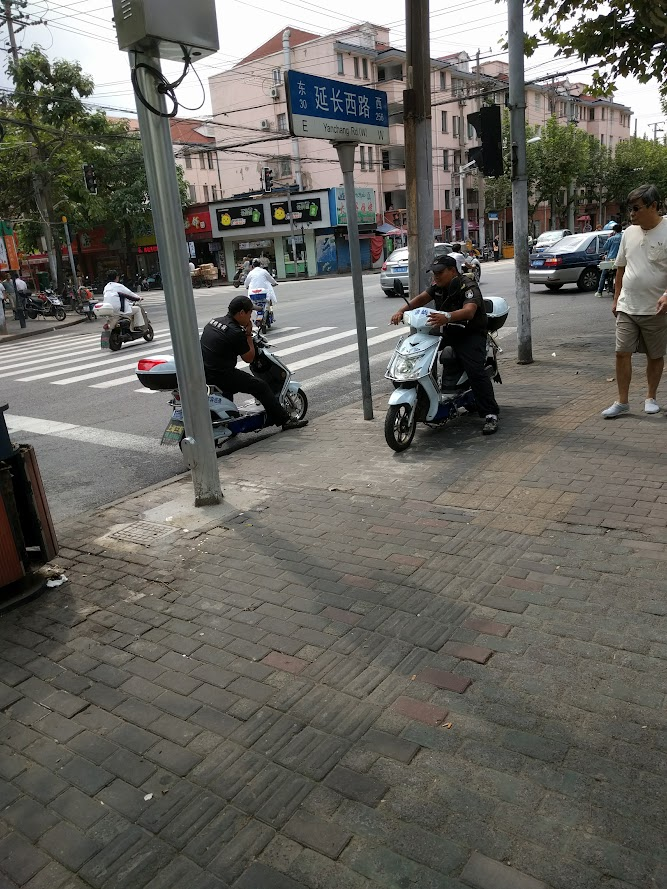
延長西路宜川路路口

延长西路是中華人民共和國上海市普陀区一條東西走向道路，西起雙山路，東至滬太路與延長中路相連，全長1958米。道路修築於1957年，當時為延长路的一部分。1991年更名為延長西路。道路沿途有元代水閘遺址博物館。